# San Adrián de Juarros
San Adrián de Juarros település Spanyolországban, Burgos tartományban. San Adrián de Juarros Ibeas de Juarros, Arlanzón és Villasur de Herreros községekkel határos. Lakosainak száma 86 fő (2024).

## Népesség
A település népessége az utóbbi években az alábbiak szerint változott:
| Lakosok száma | 51   | 52   | 49   | 67   | 66   | 85   | 90   | 89   | 94   | 86   |
|               | 2001 | 2004 | 2006 | 2009 | 2011 | 2014 | 2016 | 2019 | 2021 | 2024 |